# Dokolim
Dokolim est un village de la commune de Meiganga situé dans la région de l'Adamaoua et le département du Mbéré au Cameroun, à proximité de la frontière avec la République centrafricaine.

## Population
En 1967, Dokolim comptait 38 habitants, principalement Gbayas. Lors du recensement de 2005, 852 personnes y ont été dénombrées.